# Impatiens ambahatrensis
Impatiens ambahatrensis är en balsaminväxtart som beskrevs av Fischer och Raheliv. Impatiens ambahatrensis ingår i släktet balsaminer, och familjen balsaminväxter. Inga underarter finns listade i Catalogue of Life.